# Griveaudyria
Griveaudyria is een geslacht van vlinders van de familie spinneruilen (Erebidae), uit de onderfamilie Lymantriinae.

## Soorten
- G. asymetrica (Dall'Asta, 1982)
- G. cangia (Druce, 1887)
- G. gabunica (Dall'Asta, 1982)
- G. glauca (Dall'Asta, 1982)
- G. ila (Swinhoe, 1904)
- G. kisanganiensis (Dall'Asta, 1982)
- G. lusamboensis (Dall'Asta, 1982)
- G. mascarena (Butler, 1878)
- G. melochlora (Hering, 1926)
- G. phaeosticta (Collenette, 1937)
- G. semotheta (Collenette, 1933)
- G. subcangia (Dall'Asta, 1982)
- G. subila (Dall'Asta, 1982)
- G. viridis (Dall'Asta, 1982)
- G. viridiumbrata (Dall'Asta, 1982)